# Waterstofgekoelde turbogenerator

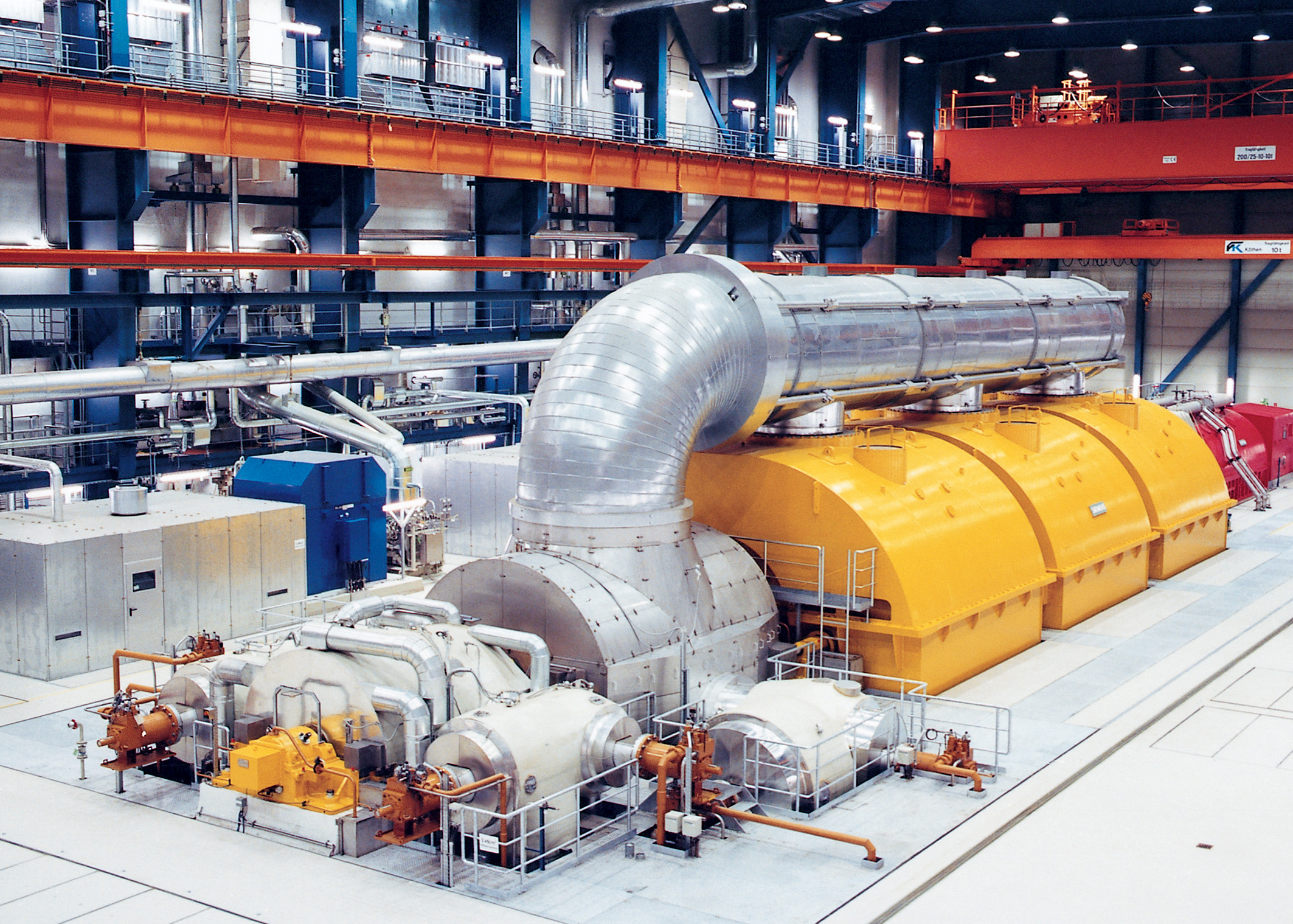
500 MW Siemens multi stage stoomturbine met generator (achteraan in rood)

Een waterstofgekoelde turbogenerator is een turbogenerator met waterstofgas als koelmiddel. Waterstofgekoelde turbogeneratoren zijn ontworpen om te voorzien in een atmosfeer met weinig weerstand en koeling voor enkel-as- en gecombineerde-cyclus-toepassingen zoals stoom- en gascentrales in combinatie met stoomturbines. Vanwege de lage dichtheid, hoge soortelijke warmte en thermische geleidbaarheid van het koelmiddel wordt dit type het meest toegepast.

## Geschiedenis
Op basis van de luchtgekoelde turbogenerator ging waterstofgas in dienst als koelmiddel in de rotor en de stator in 1937 in Dayton, Ohio, in oktober door Dayton Power & Light Co, waardoor een toename van het specifieke gebruik en een 99,0 % rendement mogelijk werd.

## Ontwerp
Waterstofgas wordt verspreid in een gesloten lus voor de afvoer van warmte uit de werkzame delen, wat dan wordt gekoeld met gas-naar-water-warmtewisselaars op de statorconstructie. De werkdruk is tot 6 bar.
Een online thermischegeleidbaarheiddetector (TCD)-analysetoestel wordt gebruikt met drie meetbereiken. De eerste reeks (80-100% H2) om de zuiverheid van waterstof te meten tijdens normale werking. Elke 2% onzuiverheid van de waterstofkoelvloeistof verhoogt de verliezen door weerstand op de as in de turbine. De tweede (0-100% H2) en derde (0-100% CO2) meetbereiken worden gebruikt om de turbines veilig te kunnen openen voor onderhoud.